# Кирхенситенбах
Кирхенситенбах (њем. Kirchensittenbach) општина је у њемачкој савезној држави Баварска. Једно је од 27 општинских средишта округа Нирнбергер Ланд. Према процјени из 2010. у општини је живјело 2.190 становника. Посједује регионалну шифру (AGS) 9574135.

## Географски и демографски подаци
Кирхенситенбах се налази у савезној држави Баварска у округу Нирнбергер Ланд. Општина се налази на надморској висини од 386 метара. Површина општине износи 43,2 km². У самом мјесту је, према процјени из 2010. године, живјело 2.190 становника. Просјечна густина становништва износи 51 становника/km².